# Audomaro di Thérouanne
Audomaro di Thérouanne (noto in Francia come saint-Omer; in italiano anche sant'Omero) (Orval, 600 – Thérouanne, 1º novembre 670) è stato un vescovo franco.
Fu nominato vescovo di Thérouanne dal re Dagoberto I e fondò l'abbazia di San Bertino a Saint-Omer (Passo di Calais). Fu lui a consacrare il prete san Vandregisilo. È venerato come santo dalla Chiesa cattolica.

## Biografia
Audomaro conosceva la lingua ed i costumi dei Sassoni stabilitisi in Normandia dopo il VI secolo. Insieme al padre, rimasto vedovo, partì per il monastero di Luxeuil che era stato fondato nel VI secolo da san Colombano, ove divennero monaci.
Nominato vescovo da Dagoberto, Audomaro si pose la missione di risiedere nella sua diocesi, di celebrarvi le grandi feste liturgiche e di predicare alla popolazione.
I Morini, la cui regione fu invasa nel V secolo dai Vandali e dai Suebi, erano tornati al paganesimo nonostante l'evangelizzazione del IV secolo portata da Victricio di Rouen e le regioni costiere erano diventate sassoni. Fu presso Thérouanne che Audomaro fondò un monastero ove crebbe la città di Saint-Omer.
Nella regione dello sbocco del fiume Aa Audomaro fu ospite di un ricco proprietario di nome Adrovaldo, che egli convertì al cristianesimo. Nel 651 Adrovaldo donò ad Audomaro numerosi domini sull'Aa, fra i quali l'isola di Sithiu, comprendente una dozzina di villaggi. Audomaro vi fondò una chiesa dedicata alla vergine che divenne poi la chiesa di Notre-Dame.
Con l'approvazione del re Audomaro ottenne l'aiuto di tre monaci per fondare un'abbazia a Sithiu:
- san Mommelino, che conosceva più lingue, fu abate di Sithiu fino al 660, quando tornò a Noyon;
- san Bertino, che succedette a Mommelino come abate di Sithiu e fondò una chiesa dedicata a San Pietro;
- sant'Ebertrammo[2], abate di San Quintino.

Nel 662 Audomaro promulgò un editto che concedeva privilegi a Sithiu.
Audomaro morì cieco e il suo corpo fu inumato nella chiesa di Notre-Dame di Sithiu.
Viene celebrato il 9 settembre.

## Letteratura antica su Audomaro
Una Vita di saint Omer (Vitae Sancti Audomari), oggi scomparsa, fu redatta all'inizio del IX secolo da un chierico della zona che riprendese la tradizione orale. Una seconda versione fu scritta nel X secolo e si trova attualmente in Russia, a San Pietroburgo. Una terza versione del medesimo periodo è conservata nella Biblioteca Reale del Belgio a Bruxelles. Ve n'è poi una datata dall'XI secolo (manoscritto n. 698), sita a Saint-Omer, che fu oggetto di aggiunte posteriori. Si ritrova anche una Vita Audomari del XV secolo in vernacolo ed è conservata a Lilla (manoscritto n. 795). La biblioteca di Saint-Omer conserva quattro salterii che rappresentano l'Ufficio di Saint Omer (manoscritti n.  232, 270, 355, 837).

## Galleria d'immagini

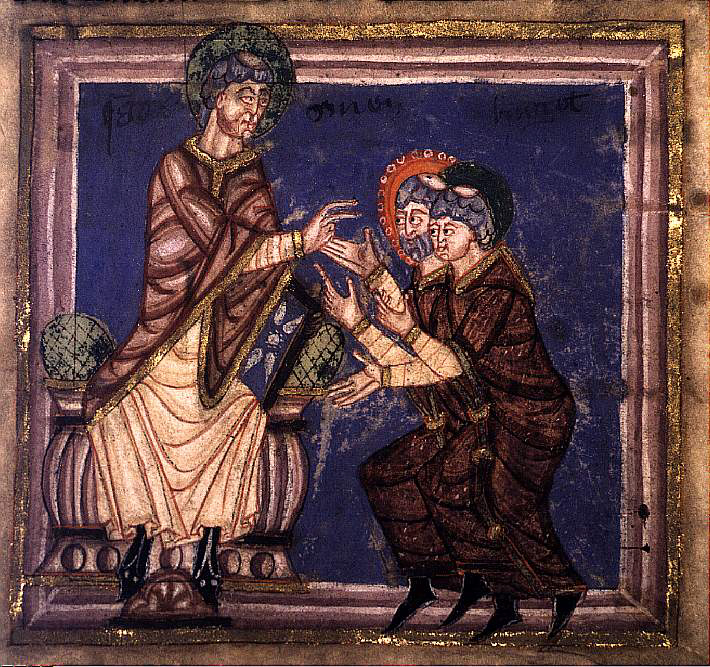
Accoglienza di sant'Audomaro e di suo padre Friulf a Luxeuil (Vita di Sant'Audomaro; XI secolo, Capitolo della Cattedrale; Ms 698. Biblioteca municipale di Saint-Omer).
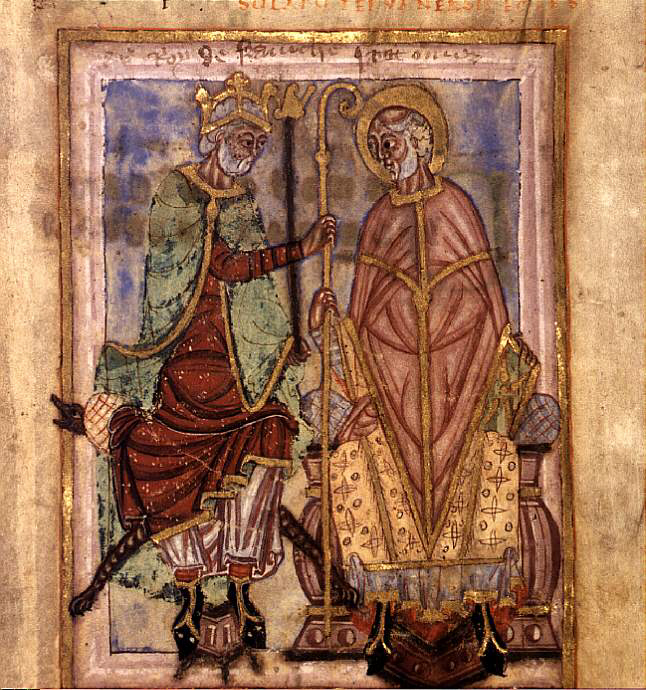
Sant'Audomaro e il re Dagoberto (Vita di Sant'Audomaro; XI secolo, Capitolo della Cattedrale; Ms 698. Biblioteca municipale di Saint-Omer).
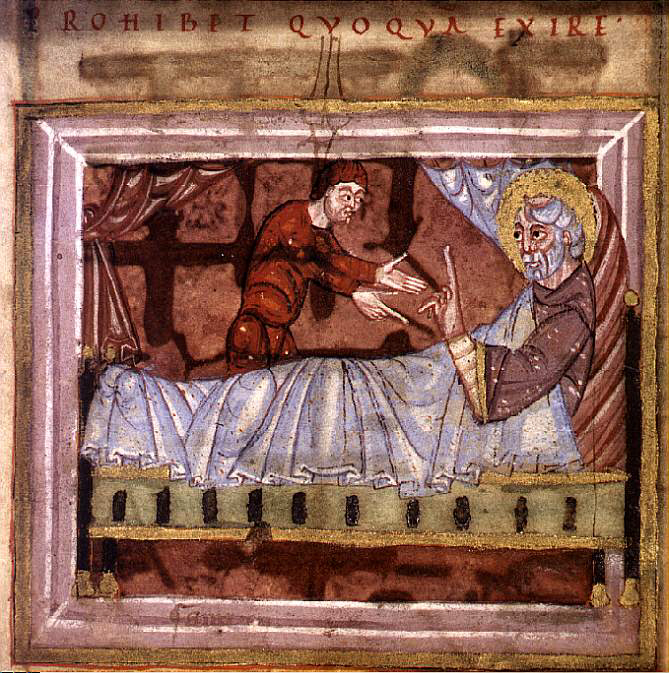
Sant'Audomaro e il suo servitore (Vita di Sant'Audomaro; XI secolo, Capitolo della Cattedrale; Ms 698. Biblioteca municipale di Saint-Omer).
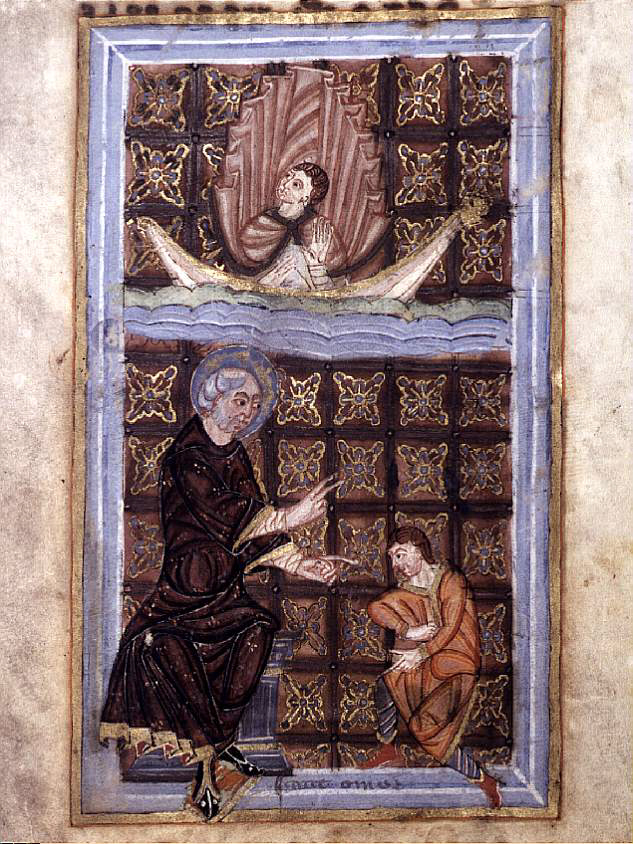
Sant'Audomaro salva e perdona il suo servitore; (Vita di Sant'Audomaro; XI secolo, Capitolo della Cattedrale; Ms 698. Biblioteca municipale di Saint-Omer)
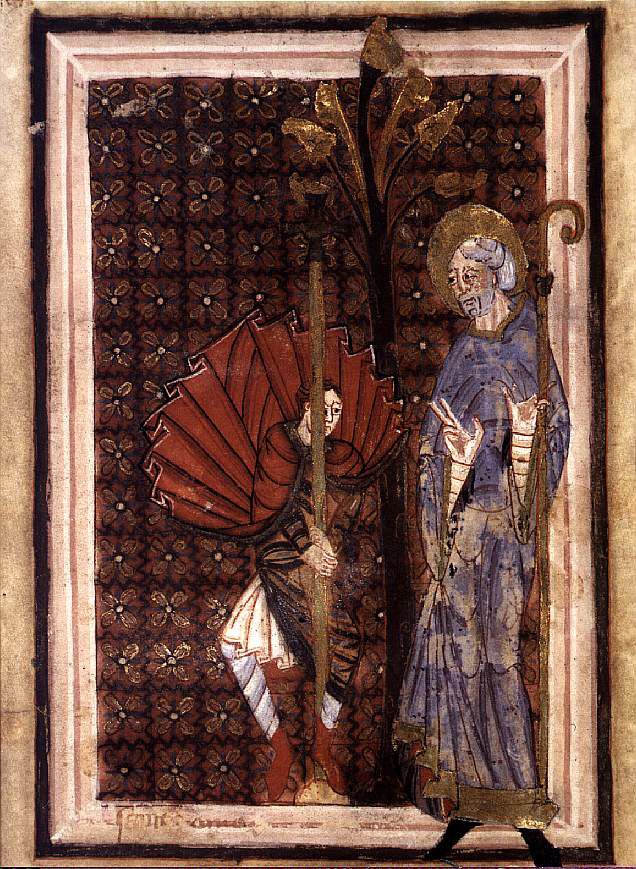
Sant'Audomaro fa piantare una croce a Journy; (Vita di Sant'Audomaro; XI secolo, Capitolo della Cattedrale; Ms 698. Biblioteca municipale di Saint-Omer).
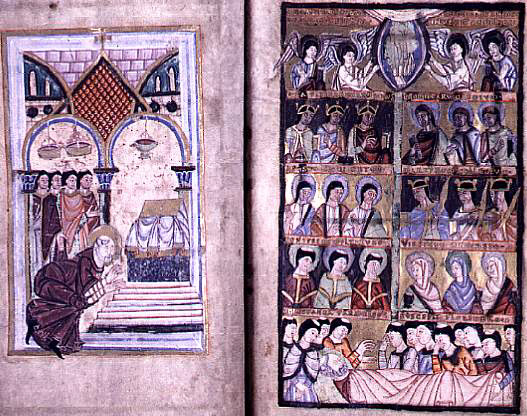
Morte di sant'Audomaro pianto dai discepoli; (Vita di Sant'Audomaro; XI secolo, Capitolo della Cattedrale; Ms 698. Biblioteca municipale di Saint-Omer).